# Księga miłości
Księga miłości (ang. The Book of Love) – amerykański dramat z 2016 roku w reżyserii Billa Purple’a, wyprodukowany przez wytwórnię Electric Entertainment.
Premiera filmu odbyła się 14 kwietnia 2016 podczas  Tribeca Film Festival. Dziesięć miesięcy później, 13 stycznia 2017, obraz trafił do kin na terenie Stanów Zjednoczonych.

## Fabuła
Henry (Jason Sudeikis) to nieśmiały introwertyk, który pracuje jako architekt i wiedzie udane życie u boku ukochanej żony Penny (Jessica Biel), która jest pełną energii, szaloną artystką. Mimo różnic charakterów para znakomicie się uzupełnia, a ich rodzina ma niebawem się powiększyć. Małżonkowie właśnie oczekują narodzin swojego pierwszego dziecka. Niestety, tragiczny wypadek samochodowy na zawsze odmienia losy zakochanych. Penny ginie, a wraz z nią marzenia Henry’ego o szczęśliwej rodzinie.
Pogrążony w żałobie wdowiec znajduje jednak sposób, aby poradzić sobie ze stratą. Postanawia wypełnić złożoną żonie obietnicę i pomóc bezdomnej nastolatce z sąsiedztwa, Millie (Maisie Williams). Okazuje się, że dziewczyna ma niecodzienne pragnienie. Marzy o zbudowaniu tratwy, na której będzie mogła przepłynąć Atlantyk i odnaleźć zaginionego ojca. Mężczyzna przestaje poświęcać czas projektom i wraz ze swoimi dwoma pracownikami angażuje się w budowę łodzi przyszłej podróżniczki. Przyjaźń, która ich połączy pomoże im pogodzić się z utratą bliskiej osoby i rozpocząć kolejny rozdział w życiu.

## Obsada
- Jason Sudeikis jako Henry
- Jessica Biel jako Penny
- Maisie Williams jako Millie
- Mary Steenburgen jako Julia
- Paul Reiser jako Wendell
- Orlando Jones jako Cornelius "Dumbass" Thibadeaux
- Bryan Batt jako doktor Melvin
- Russ Russo jako David Pearlman
- Jayson Warner Smith jako Glen
- Richard Robichaux jako Pascal

## Odbiór

### Krytyka
Film Księga miłości spotkał się z negatywną reakcją krytyków. W serwisie Rotten Tomatoes 8% z dwunastu recenzji filmu jest pozytywne (średnia ocen wyniosła 2,99 na 10). Na portalu Metacritic średnia ocen z 6 recenzji wyniosła 27 punktów na 100.